# Pena de morte na Móldavia

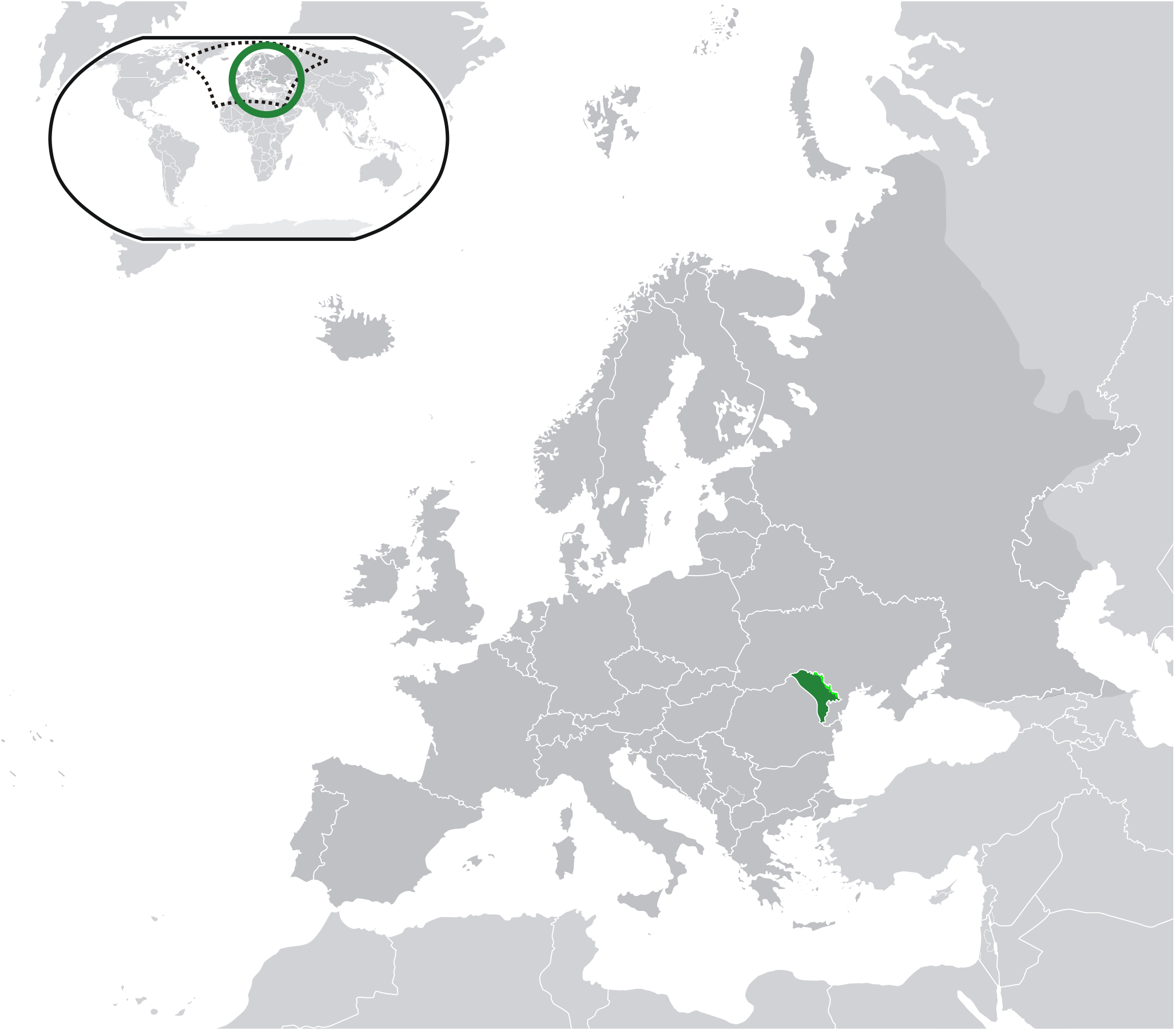
Localização da Moldávia (verde) e da Transnístria (verde claro) no mapa

A pena de morte na Moldávia foi abolida em 2005. 
A Moldávia nunca executou ninguém desde a sua independência. A pena de morte foi abolida pela primeira vez em 1995, mas, até 2006, a Constituição a manteve por crimes cometidos durante a guerra ou durante uma ameaça inevitável de guerra. 
A Moldávia é membro do Conselho da Europa. Também assinou e ratificou o Protocolo nº 13. 
 

O estado parcialmente reconhecido da Transnístria, que declarou sua independência em 1990, mantém a pena de morte, mas a colocou sob moratória. 